# Joost van den Vondel
Joost van den Vondel (Köln, 17. studenog 1587. – Amsterdam, 5. veljače 1679.) bio je nizozemski pjesnik i dramski pisac. Smatra se najistaknutijim nizozemskim pjesnikom i dramskim piscem 17. stoljeća. Njegove drame iz tog perioda se i danas redovno izvode a njegov ep Joannes de Boetgezant (1662), o životu Ivana Krstitelja, prozvan je najvećim nizozemskim epom.

## Život
Van den Vondel je rođen u Kölnu. Njegovi roditelji bili su Menoniti i stoga 1585. bježe iz Antwerpena. Smještaj nalaze u Amsterdamu 1597. Godine 1610. Joost van den Vondel ženi se s Mayke de Wolff (Köln, 1586. - Amsterdam, 15. veljače 1635.). Novac zarađuje prodajući čarape u Warmoesstraat. Svilene čarape u to vrijeme stoje 16 guldena u trgovini, koju je preuzeo od svoga oca. Troje od njegovih petero djece, među kojima Constantijntje i Saartje umire vrlo rano.
Vondel je ostao produktivan i u poodmaklo doba. Nekoliko od njegovih važnijih drama kao "Lucifer" i "Adam in Ballingschap" napisane su iza 1650., kad je on već imao 65 godina.

## Rad
Van den Vondel je bio renesansni pjesnik no koji je tek u zreloj dobi naučio latinski jezik. Kasno-srednjovjekovni utjecaji su dosta vidljivi u njegovim radovima.